# Janneyrias
Janneyrias – miejscowość i gmina we Francji, w regionie Owernia-Rodan-Alpy, w departamencie Isère.
Według danych na rok 1999 gminę zamieszkiwało 1168 osób, a gęstość zaludnienia wynosiła 111 osób/km² (wśród 2880 gmin regionu Rodan-Alpy Janneyrias plasuje się na 768. miejscu pod względem liczby ludności, natomiast pod względem powierzchni na miejscu 1084.).